# DVB-C
DVB-C, Digital Video Broadcasting – Cable, är en standard för digitala TV-sändningar som främst används för kabel-TV. DVB-C är den standard för digitala TV-sändningar som har tagits fram av DVB European Consortium för kabel-TV. Systemet sänder ut en MPEG-2 eller MPEG-4 videoström med ljud och bild, kodad med QAM-modulering och kanalkodning. Standarden presenterades av ETSI 1994, och blev den mest använda för digital kabel-TV i Europa. Den används över hela världen i system från stora nätverk för kabel-TV till små lokala nätverk som till exempel är kopplade till en gemensam satellitmottagare.